# Un paio di scarpe per tanti chilometri
Un paio di scarpe per tanti chilometri è una miniserie televisiva del 1981, scritta e diretta da Alfredo Giannetti. Trasmesso in tre puntate su Rete 3 al 7 al 22 febbraio 1981, lo sceneggiato ha come protagonisti il doppiatore Fabio Boccanera (alla sua seconda e ultima apparizione sul piccolo schermo, doppiato in questo caso da Fabrizio Bentivoglio) e l'esordiente Michele Esposito.